# Мусері
Мусері́ — невеликий піщаний острів в Червоному морі в архіпелазі Дахлак, належить Еритреї, адміністративно відноситься до району Дахлак регіону Семіен-Кей-Бахрі.

## Географія
Розташований на південний схід від мису Рас-Уплалі на острові Дахлак. Має видовжену з північного заходу на південний схід неправильну форму. Берегова лінія дуже порізана затоками, утвореними піщаними косами та півостровами. Довжина острова понад 4,5 км, ширина не перевищує 1,8 км. Острів облямований піщаними мілинами, на півдні знаходиться східний край коралового рифу Дахлак.